# Strasbourg Masters 2006
Das Strasbourg Masters 2006 im Badminton war die dritte Auflage dieser Turnierserie. Es fand vom 28. bis 30. November 2006 in Strasbourg statt.

## Austragungsort
- Strasbourg-Koenigshoffen, Salle Herrade, Rue des Comptes

## Finalergebnisse
| Disziplin    | Sieger                      | Finalist                    | Ergebnis          |
| ------------ | --------------------------- | --------------------------- | ----------------- |
| Herreneinzel | Dicky Palyama               | Björn Joppien               | 21:19 21:16       |
| Dameneinzel  | Xu Huaiwen                  | Pi Hongyan                  | 21:17 22:20       |
| Herrendoppel | Chris Tonks Chris Langridge | Thomas Tesche Michael Fuchs | 21:19 15:21 22:20 |